# Taxus
Taxus là một chi thông, cây lá kim nhỏ hoặc cây bụi trong họ Taxaceae. Chúng tương đối chậm phát triển và có thể sống rất lâu, và đạt được chiều cao 1–40 m, với đường kính thân cây lên đến 4 m.

## Loài và các giống lai
- Taxus baccata – Thanh tùng châu Âu
- Taxus brevifolia
- Taxus canadensis
- Taxus chinensis – Thông đỏ Trung Hoa
- Taxus cuspidata – Thủy tùng Nhật Bản
- Taxus floridana
- Taxus fuana - Thông đỏ Tây Himalaya
- Taxus globosa
- †Taxus masonii[1]
- Taxus sumatrana – Thông đỏ Sumatra
- Taxus wallichiana – Thông đỏ Himalaya

Taxus x media = Taxus baccata x Taxus cuspidata 
Taxus x hunnewelliana = Taxus cuspidata x Taxus canadensis 